# Zeppelin-Staaken R.VI
O Zeppelin-Staaken R.VI foi um bombardeiro biplano quadrimotor alemão utilizado durante a Primeira Guerra Mundial, construído pela famosa fábrica de dirigíveis Zeppelin-Staaken  partir da metade de 1917. Podia transportar até um máximo de duas toneladas de bombas.
Em 1916 a Alemanha já tinha estabelecido os Reisenflugzeugabteilungen ( RFA), conhecido como "Esquadrões de Aviões Gigantes", os esquadrões 501 e 502 que operavam a partir da Frente Oriental, estes esquadrões utilizavam uma série de grandes borbardeiros.

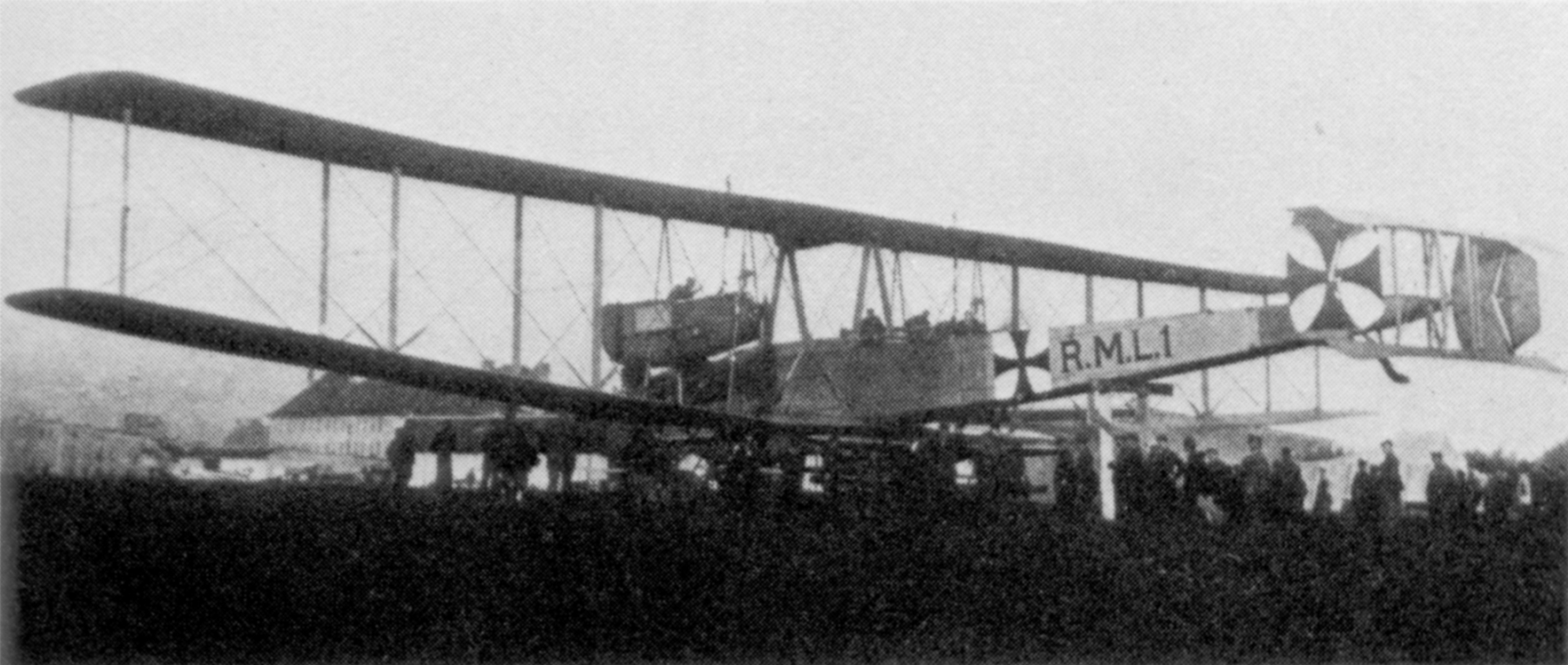
Primeiro R.VI o VGO.I de 1915.
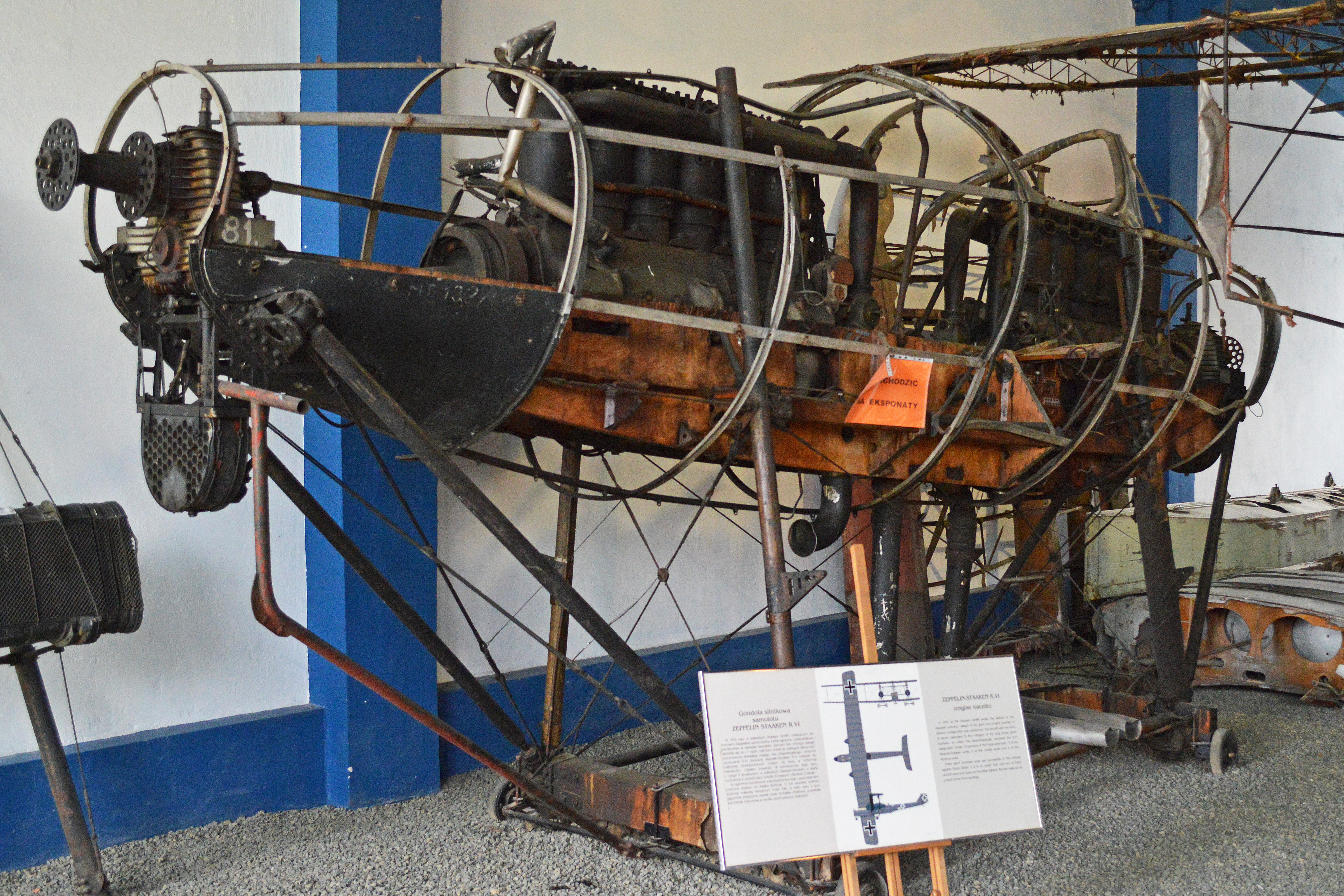
Nacela do motor de um R.VI.
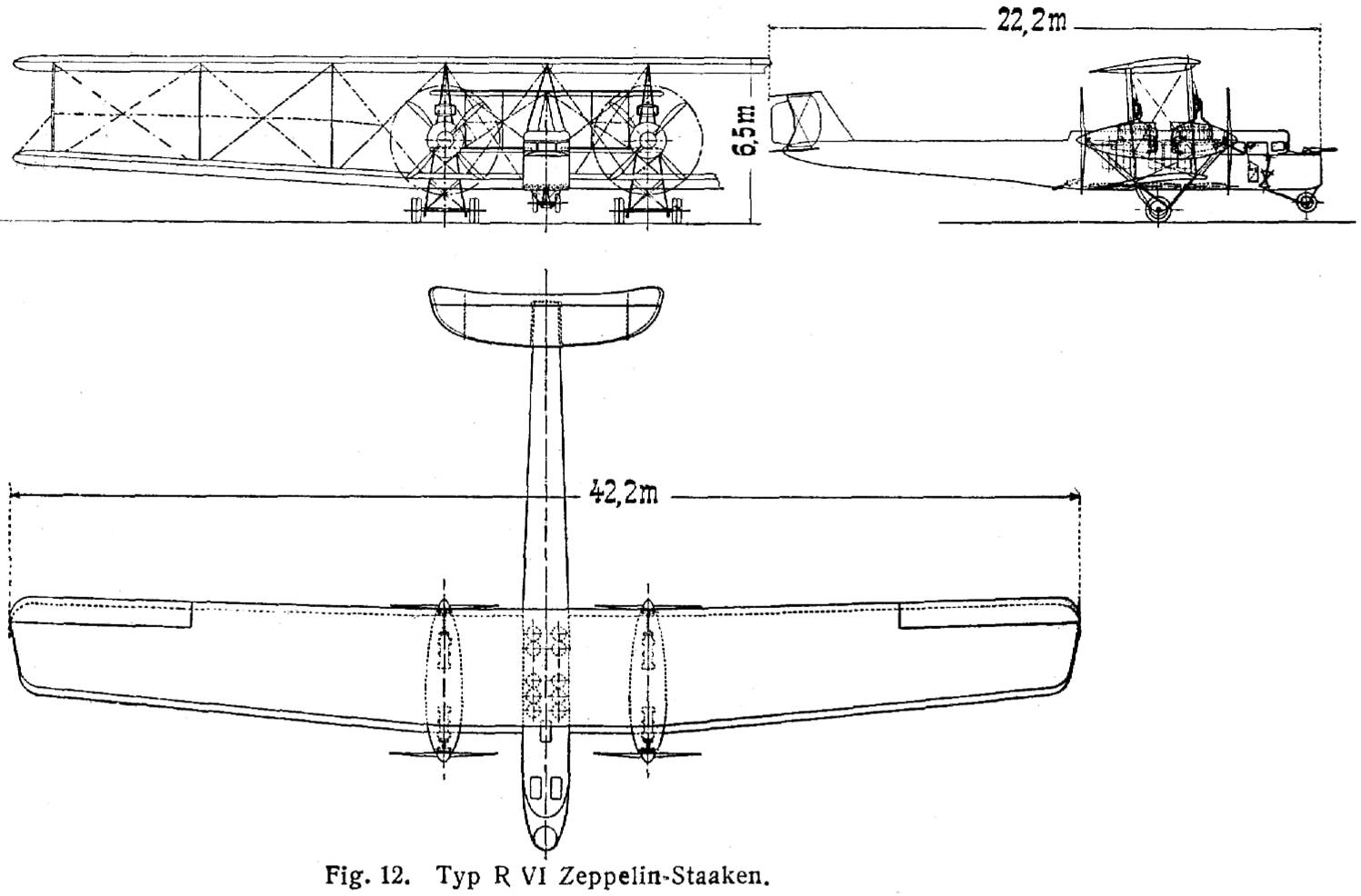
Perspectivas com medidas do R.VI.

## Bibliogaria
- Newdick, Thomas - Aviões de Guerra : dos primeiros combates ao bombardeio estratégico da II Guerra Mundia, Editora Escala, 2010. Pág. 26